# Baïse
Baïse (gaskonsko Baïsa), v gornjem delu imenovana tudi Grande Baïse, je 188 km dolga reka v jugozahodni Franciji, levi pritok Garone. Izvira na planoti Lannemezana, od koder teče pretežno v severni smeri. V Garono se izliva severozahodno od Agena.

## Geografija

### Porečje
levi pritoki
| - Gélise (92 km) |

desni pritoki
| - Petite Baïse (75 km) |

### Departmaji in kraji
Reka Baïse teče skozi naslednje departmaje in kraje:
- Hautes-Pyrénées: Lannemezan, Trie-sur-Baïse,
- Gers: Mirande, Valence-sur-Baïse, Condom,
- Lot-et-Garonne: Nérac, Lavardac.